# 教誨權威
教誨權威（英語：或 The Church）是英國作家菲力普·普曼奇幻小說《黑暗元素三部曲》中的虛構宗教極權組織。這個跨國組織是一種法庭、大學和議會的綜合體，控制著故事主角萊拉所在平行世界的政治與社會，極其黑暗與邪惡。

## 歷史
根據小說裡的虛構歷史，自從約翰·喀爾文就任教宗後，便將教廷遷往瑞士日內瓦，設立了「教會風紀法庭」，讓教會的影響力達到顛峰。喀爾文過世後，教宗制度被取消，而一個法庭、大學和議會的綜合體「教誨權威」就此建立。教誨權威之下設立了大量不同的分支機構，它們之間彼此互相競爭，「教宗大學」曾經是其中最有勢力的單位，但後來教會風紀法庭逐漸成為教誨權威屬下所有單位中最可怕的:41。此外，教誨權威亦擁有強大的軍力，在《奧秘匕首》中提及：「全世界訓練最嚴苛、裝備最齊全的軍隊」——莫斯科維帝國護衛軍也都誓言效忠教誨權威。
教誨權威將一切對其教義有威脅的新理論宣判為異端。萊拉的世界中每所哲學研究機構都必須有一位教誨權威代表作為職員，用以檢查、壓制可能出現的異端:141。多年前，科學家魯薩可夫發現一種十分神祕、名為「塵」的新粒子，他因此受到了教會風紀法庭的審判及驅魔；但最終教誨權威卻發現魯薩可夫所言屬實，於是他們便私底下認定「塵」就是原罪的具體證據:388-389。
拉維安女巫部落的女王盧塔·絲卡荻曾說：教會「試圖壓迫、控制自然的脈動，如果無法控制，就乾脆剷除他們」，「每個教會都一樣：他們控制、毀滅、消除各種美好的感覺」。像萊拉生母考爾特夫人所負責的教會機構「奉獻委員會」綁架小孩到北方，進行殘酷的試驗，強行「切割」小孩和他們的守護精靈之間的聯繫。而南方的教會也在作切除小孩性器官的事。
當萊拉攜真理探測儀離開約旦學院、展開了未知的冒險時，恰好這時教誨權威對萊拉世界的控制正不斷擴大，制定了不少殘酷的法律。考爾特夫人等人從一名被俘虜女巫口中逼問出跟萊拉有關的預言。由於艾塞列公爵組建了「天堂共和國」要與無上權威（上帝）及教會抗衡，教誨權威集結了大軍打算要與之決戰，另一方面教會風紀法庭也千方百計想找到萊拉並謀殺她。最終在一場大戰中，無上權威及其攝政王梅塔隆的統治被艾塞列公爵的軍隊推翻。自此後教誨權威內部大為動亂，奉獻委員會瓦解，失去主席麥菲爾神父的教會風紀法庭群龍無首，使那些原有的狂熱分子被趕下台，自由派上台。

## 奉獻委員會
奉獻委員會（General Oblation Board）是教誨權威屬下的一個獨立的單位，由考爾特夫人建立及負責，專門研究「塵」。考爾特夫人成功說服教誨權威，因而得到了資助。奉獻委員會在北方的波伐格建立了研究基地，其外圍由一隊配備來福槍的韃靼人鎮守。奉獻委員會秘密綁架了英國的眾多窮苦兒童，將他們送到波伐格，在那裡利用兒童作試驗，殘忍將他們和各自的守護精靈給強行「切割」開來，完全不顧切割過程中兒童所承受的巨大痛苦。教會認為如此一來可以避免讓這些兒童受到「塵」的影響。事實上那些被切割掉守護精靈後的兒童（例如托尼·瑪克瑞斯）往往因痛苦不堪而死。
此外，考爾特夫人部下的護衛部隊都進行過「切割」守護精靈的過程，之後他們都變得無所恐懼，會一直奮戰致死，但自此失去了想像力和自由意志:223。
在《黃金羅盤》中，奉獻委員會在波伐格的基地被前來營救兒童的吉普賽人給摧毀。在《琥珀望遠鏡》的結局中，由於無上權威及其攝政王的統治被推翻，使奉獻委員會徹底瓦解。

## 已知成員
- 休·麥菲爾神父，教會風紀法庭主席，誓言要消滅「塵」[7]。
- 瑪莉莎·考爾特夫人，奉獻委員會負責人，萊拉的生母，多年來一直效忠教會，手段心狠手辣，但最終為了保護萊拉而選擇背叛教會。
- 波萊爾公爵，奉獻委員會成員之一，在威爾的世界化名查爾斯爵士，擅於騙人，私下裡渴望取得奧秘匕首，最終被考爾特夫人套出匕首有關秘密後遭其毒殺[6]。
- 史達洛主教，跟考爾特夫人等人參與了對一名被俘虜女巫的審問，終被潛入現場的恩納拉湖區女巫女王席拉芬娜·帕可拉一箭射殺[6]。
- 帕佛修士，負責解讀教會所擁有的真理探測儀。
- 梅克維神父，教會風紀法庭十二名成員中年紀最大的[7]。
- 路易斯·戈梅茲神父，教會風紀法庭十二名成員中年紀最輕，被賦予刺殺萊拉的祕密任務，但終被天使巴瑟莫所殺[7]。
- 路易斯神父，教會風紀法庭秘書處招集人[7]。
- 阿涅絲修女、莫妮卡修女，在教會風紀法庭擔任速記工作，發誓永不開口[7]。
- 西蒙耶·鮑里斯維奇神父，威爾·派里（英语：Will Parry (His Dark Materials)）在萊拉世界某個村莊內遇見的神父[7]。

## 寓意
作者菲力普·普曼坦言《黑暗元素》中對宗教及教會的描述是來自於他個人的感受，他說：「所有教派都應該為這極端暴行負責，不論是迫害異教徒、焚燒女巫、指控無辜的女人和惡魔交涉並施以絞刑」、「不論何時回顧歷史，你都會從教會過去所作所為中發現其黑暗、殘酷、邪惡的一面，我認為許多故事都忽略這一點，而揭發這些惡行正是我想做的事」
雖然教誨權威與現實中的梵蒂岡教廷極其類似，但普曼表示教誨權威並非是指某個特定教會，而是泛指渴求且行使威權的當局。此外他也表示世界各地不少宗教力量被用於政治目的的事例都是教誨權威的靈感來源之一。
學者及作家尼可拉斯·塔克表示：「我想『教權』的觀念可說是普曼故事發展的精華」。

## 改編

### 電影
在2007年電影《黃金羅盤》的一個片段中，可見到三名教誨權威高層之間的會談，其中一人由克里斯多福·李飾演。
《黃金羅盤》的導演克里斯·魏茲表示原著小說中的教誨權威「是天主教會的一個版本」，但在該電影中的教誨權威卻是象徵著所有的教條組織。此舉淡化了原著中對宗教及教會的隱喻。

### 電視劇
電視劇《黑暗元素》（2019年首播）的執行製片人珍·特蘭特表示教誨權威並不是指特定的教會或宗教。

## 延伸閱讀
- 《飛越黃金羅盤：菲力普·普曼的魔法》（紀錄片）
- 布萊恩·希伯理，《黃金羅盤－電影典藏本》，繆思出版，2007年10月